# Victor Coroller
Victor Coroller (ur. 21 września 1997 w Rennes) – francuski lekkoatleta specjalizujący się w biegu na 400 metrów przez płotki.

## Kariera
Zadebiutował w 2013, zdobywając złoto olimpijskiego festiwalu młodzieży Europy. Po triumfie w europejskich eliminacjach, sięgnął po brązowy medal igrzysk olimpijskich młodzieży w Nankin. W 2015 został juniorskim mistrzem Europy.
W 2017 wystartował na młodzieżowych mistrzostwach Europy w Bydgoszczy, podczas których indywidualnie zajął 4. miejsce, a wraz z kolegami z reprezentacji sięgnął po brąz w sztafecie 4 × 400 metrów.
Zdobył srebrny medal w  sztafecie 4 × 400 metrów na halowych mistrzostwach Europy w 2023 w Stambule.
Medalista mistrzostw Francji.
Rekord życiowy na 400 metrów przez płotki: 49,11 (3 lipca 2022, La Chaux-de-Fonds).

## Osiągnięcia indywidualne
| Rok  | Impreza                                               | Miejsce    | Konkurencja                | Lokata     | Wynik   |
| ---- | ----------------------------------------------------- | ---------- | -------------------------- | ---------- | ------- |
| 2013 | Olimpijski festiwal młodzieży Europy                  | Utrecht    | bieg na 400 m przez płotki | 1. miejsce | 52,85   |
| 2014 | Kwalifikacje Europy do igrzysk olimpijskich młodzieży | Baku       | bieg na 400 m przez płotki | 1. miejsce | 51,51   |
| 2014 | Igrzyska olimpijskie młodzieży                        | Nankin     | bieg na 400 m przez płotki | 3. miejsce | 51,19   |
| 2015 | Mistrzostwa Europy juniorów                           | Eskilstuna | bieg na 400 m przez płotki | 1. miejsce | 50,53   |
| 2016 | Mistrzostwa świata juniorów                           | Bydgoszcz  | bieg na 400 m przez płotki | półfinał   | 51,35   |
| 2017 | Młodzieżowe mistrzostwa Europy                        | Bydgoszcz  | bieg na 400 m przez płotki | 4. miejsce | 49,96   |
| 2018 | Mistrzostwa Europy                                    | Berlin     | bieg na 400 m przez płotki | półfinał   | 49,34   |
| 2021 | World Athletics Relays                                | Chorzów    | sztafeta 4 x 400 m         | 7. miejsce | 3:06,16 |
| 2022 | Mistrzostwa Europy                                    | Monachium  | bieg na 400 m przez płotki | 8. miejsce | 50,46   |
| 2023 | Halowe mistrzostwa Europy                             | Stambuł    | sztafeta 4 × 400 m         | 2. miejsce | 3:06,52 |